# مسیحیت در قزاقستان
مسیحیت در قزاقستان دومین دین بزرگ بعد از اسلام است. ۴٬۲۱۴٬۲۳۲ مسیحی در قزاقستان (با توجه به سرشماری سال ۲۰۰۹ میلادی) اکثریت مسیحی شهروندان روسیهیا اوکراین یا بلاروسکه متعلق به کلیسای ارتدوکس قزاقستان تحت اسقفی مسکو می‌باشند. حدود ۱٫۵ درصد از جمعیت قومیتی آلمانی هستند، بسیاری از آنها پیروی مذهب کاتولیک رومی یا عقاید لوتر وکلیسای او می‌باشند. هم چنین بسیاری از پیروان مشایخی، شاهدان یهوه، هفتمین روز ادونتیست و پنطیکاستیسم در قزاقستان زندگی می‌کنند. متدیستهای منونایتو مورمون‌ها نیز کلیسای رسمی دارند.

## جمعیت

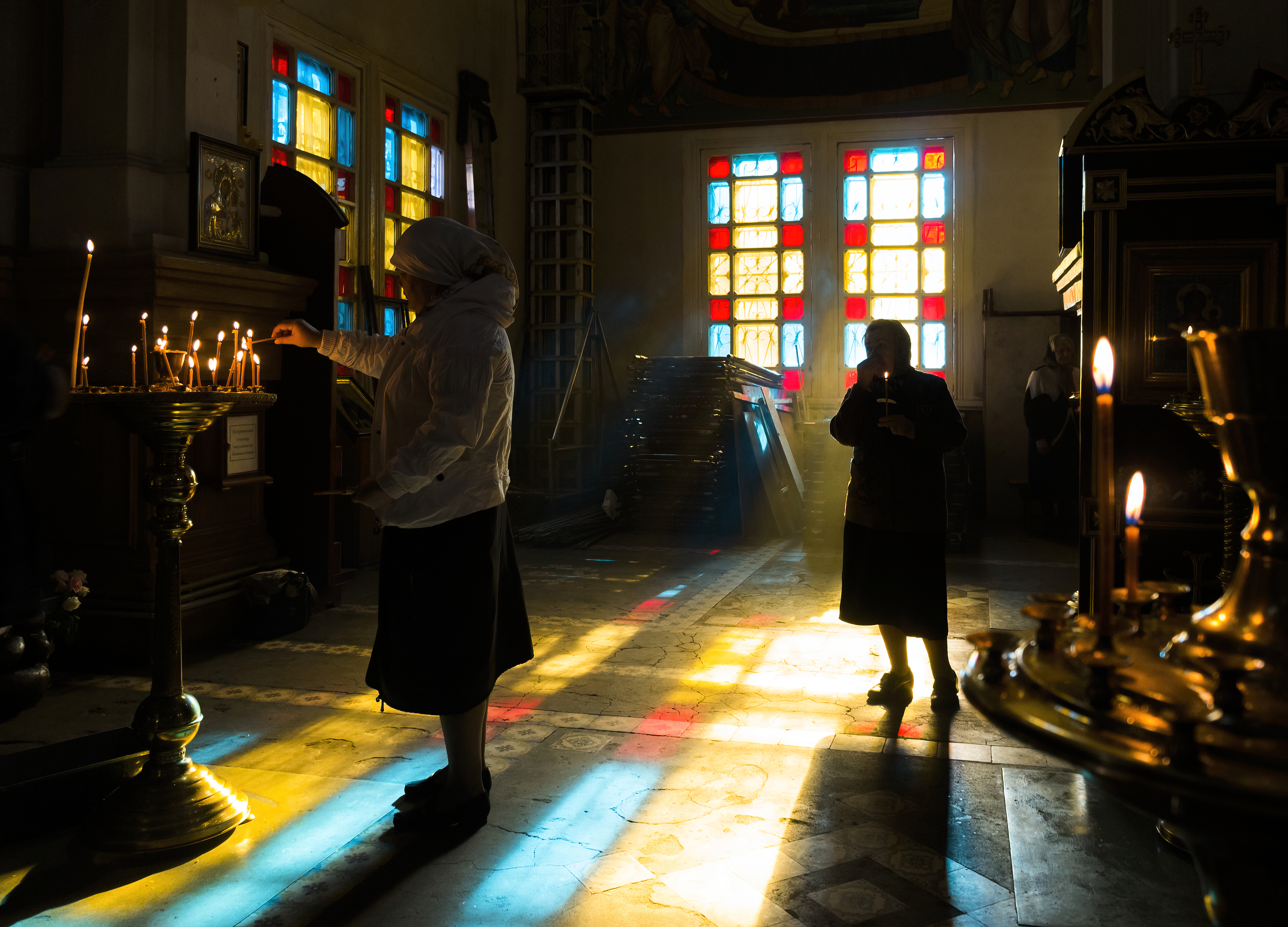
ارتدوکس‌ها در کلیسای جامع. آلماتی.

با توجه به سرشماری سال ۲۰۰۹ تعداد ۴٬۲۱۴٬۲۳۲ مسیحی در قزاقستان زندگی می‌کنند. از لحاظ قومیتی، وابستگی به شرح زیر است:
- روس‌ها - ۳٬۴۷۶٬۷۴۸ (۹۱٫۶ درصد از روس تبارهای قزاقستان)
- اوکراین - ۳۰۲٬۱۹۹ (۹۰٫۷ درصد از اوکراینی‌ها)
- آلمانی - ۱۴۵٬۵۵۶ (۸۱٫۶٪)
- بلاروس - ۵۹٬۹۳۶ (۹۰٫۲٪)
- کره‌ای - ۴۹٬۵۴۳ (۴۹٫۴٪)
- قزاق‌ها - ۳۹٬۱۷۲ (۰٫۴٪)
- لهستانی - ۳۰٬۶۷۵ (۹۰٫۱٪)
- تاتارها - ۲۰٬۹۱۳ (۱۰٫۲٪)
- آذری - ۲٬۱۳۹ (۲٫۵٪)
- ازبک - ۱٬۷۹۴ (۰٫۴٪)
- اویغورها - از ۱۱۴۲ (۰٫۵٪)
- چچن - ۹۴۰ (۳٫۰٪)
- تاجیک - ۳۳۱ (۰٫۹٪)
- ترکی - ۲۹۰ (۰٫۳٪)
- قرقیزستان - ۲۰۶ (۰٫۹٪)
- کردها - ۲۰۳ (۰٫۵٪)
- دوگنان‌ها - ۱۹۱ (۰٫۴٪)
- دیگر اقلیت - ۸۲٬۲۵۴ (۵۲٫۳٪)